# Giovanni Cuniolo
Giovanni Cuniolo (25 de janeiro de 1884, Tortona - 25 de dezembro de 1955, Tortona) foi um ciclista profissional italiano.
Venceu uma etapa do Giro d'Italia em 1909. Foi o campeão italiano em ciclismo de estrada nos anos de 1906, 1907 e 1908.